# Cantó de Rhôny-Vidourle

El cantó de Rhôny-Vidourle és un cantó francès del departament del Gard, a la regió d'Occitània. Està inclòs al districte de Nimes, té 8 municipis i el cap cantonal és Aimargues.

## Municipis
- Aimargues
- Lo Cailar
- Codonhan
- Galargues
- Murs
- Uchau
- Vergesa
- Vestric e Candiac